# Marguerite Bourgeoys
Santa Marguerite Bourgeoys (17 de abril de 1620 em Troyes, França - 12 de janeiro de 1700, Ville Marie, atual Montreal, Canadá) foi a fundadora da Congregação Notre-Dame de Montreal.
Era a sétima numa família de doze crianças de pais devotos: Abraham Bourgeoys e Guillemette Garnier. Foi batizada na igreja Saint-Jean no dia de seu nascimento.

## Juventude e partida para o Canadá
Na idade de 20 anos Marguerite recebe um "chamado" no dia da festa do Rosário. Durante uma procissão, a visão de uma estátua de Maria a teria sensibilizado e teria então recebido a missão de se dedicar a Deus. Ingressa na comunidade da Congregação de Notre-Dame de Troyes.
Dedica-se à comunidade durante treze anos, até seu encontro com Paul Chomedey de Maisonneuve, governador de Montreal na Nova França, que estava na França a procura de pessoas para desenvolver a colônia no Novo Mundo. Maisonneuve convida Marguerite a acompanhá-lo ao Canadá para ensinar na então Ville Marie (antigo nome de Montreal).
Marguerite aceita o convite e passa o resto de sua vida na América do Norte, retornando ainda à França por três vezes para recrutar educadores. Falece em Montreal a 12 de janeiro de 1700.

## Obras
Após doar parte de sua herança a membros de sua família, viaja ao Canadá em 1653. Inicia a construção da capela Notre-Dame de Bon-Secours. Abre a primeira escola em 1658. Em 1663, acolhe as filhas do rei, que Louis XIV havia recrutado para povoar a colônia.

## Beatificação e canonização
Foi declarada Venerável em 1878, beata por Pio XII em 1950 e depois canonizada por João Paulo II em 1982. É venerada como santa pelas igrejas Católica Romana e Anglicana do Canadá. Seu corpo repousa na capela Notre-Dame de Bon-Secours na Vieux Montreal.

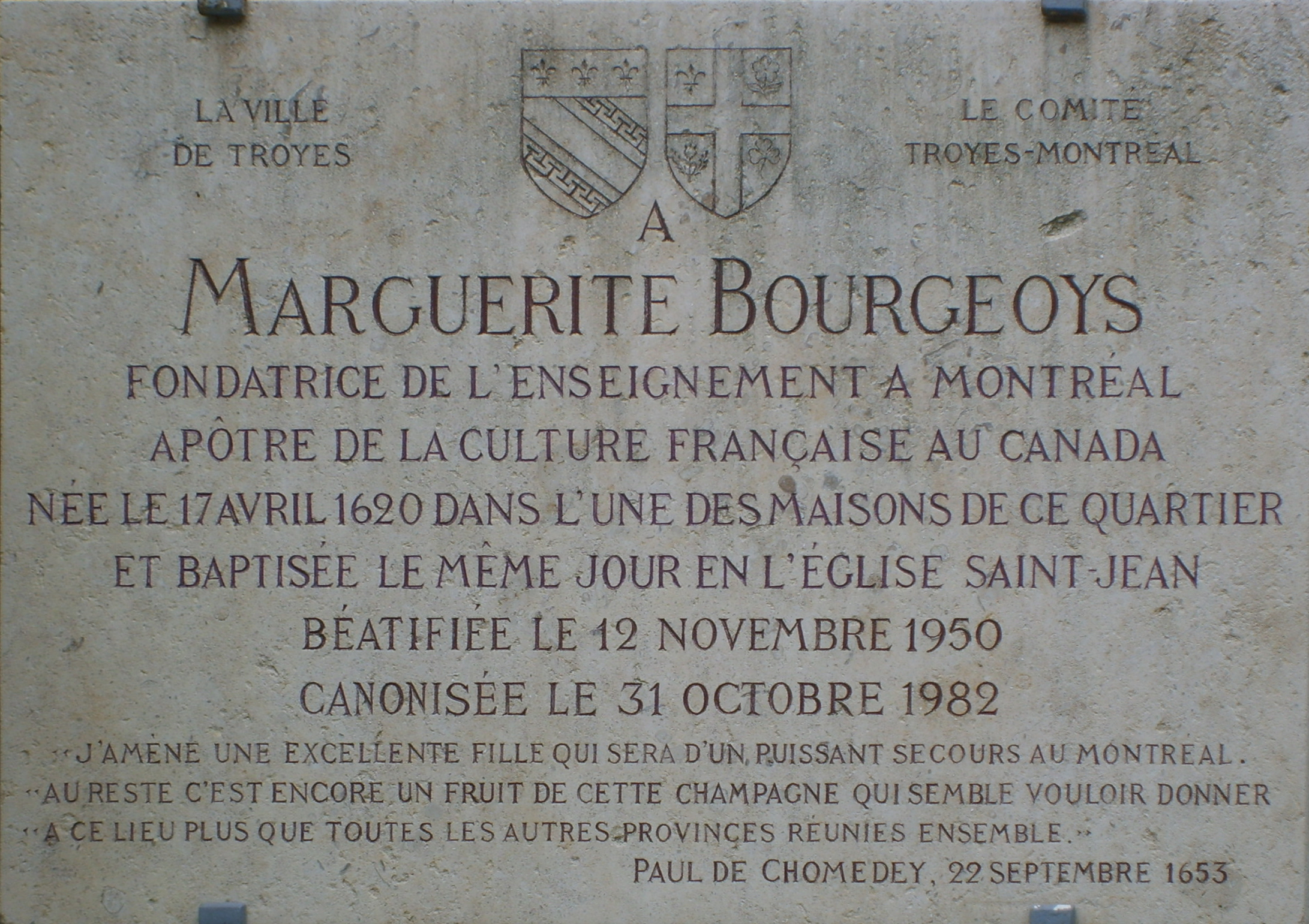
Placa memorial sobre a frente da igreja Saint-Jean em Troyes